# بانک سون
بانک سون (انگلیسی: Seven Bank) شرکت خدمات مالی و بانکداری ژاپنی است، که در سال ۲۰۰۱ تأسیس شد.